# 7416 Linnankoski
7416 Linnankoski eller 1990 WV4 är en asteroid i huvudbältet som upptäcktes den 16 november 1990 av den belgiske astronomen Eric W. Elst vid La Silla-observatoriet. Den är uppkallad efter den finske författaren Johannes Linnankoski.
Asteroiden har en diameter på ungefär 2 kilometer.